# ماثيو ميلر (مجدف)
ماثيو ميلر (بالإنجليزية: Matthew Miller)‏ هو مجدف أمريكي، ولد في 13 يناير 1989 في فيرفاكس في الولايات المتحدة.

## وصلات خارجية
- ماثيو ميلر على موقع الاتحاد الدولي للتجديف (الإنجليزية)
- ماثيو ميلر على موقع اللجنة الأولمبية الدولية (الإنجليزية)
- ماثيو ميلر على موقع أوليمبيديا (الإنجليزية)